# 埃及蘇丹國
埃及蘇丹國（阿拉伯语：السلطنة المصرية），是1914年至1922年間英國於埃及所建立的一個短期保護國政權。1922年2月28日，英国在没有与埃及进行任何谈判的情况下单方面宣布埃及独立。

## 歷史
第一次世界大战开始后不久，埃及的赫迪夫·阿巴斯二世因其亲奥斯曼的立场而被英国人赶下台。他被他的叔叔侯赛因·卡迈勒取代，侯赛因·卡迈勒宣布埃及从奥斯曼帝国独立，并宣布自己为苏丹。虽然被描述为重建奥斯曼帝国前的埃及苏丹国，但新成立的苏丹国将成为英国的保护国，其有效的政治和军事权力赋予了英国官员。这结束了奥斯曼帝国对埃及的法律上的主权，尽管自1805年穆罕默德·阿里夺取政权以来，这在很大程度上是名义上的。
反对欧洲干涉埃及事务导致出现了一个民族主义运动，这种运动凝聚和传播：英国在第一次世界大战期间的行动在埃及民众中引起了广泛的怨恨。具体来说，这些包括英国购买棉花库存，并以低于市场价格征用动物饲料，英国征召约50万埃及人进入埃及远征军的埃及劳工团和埃及骆驼运输队，以及将该国用作军事基地和协约国的驻军，由英国、澳大利亚和其他帝国军队组成。战后，埃及经济感受到了价格飙升和失业的不利影响。
侯赛因·卡迈勒去世后，他唯一的儿子卡迈勒·迪内·侯赛因王子拒绝了继承权，侯赛因·卡迈勒的兄弟艾哈迈德·福阿德以福阿德一世的身份登基。
战争结束后，埃及民族主义者开始再次向英国政府施压，要求独立。除了其他原因外，埃及人还受到美国总统伍德罗·威尔逊的影响，他主张所有国家的自决。1918年9月，埃及首次组建一个代表团，在巴黎和会上表达了对独立的要求。

## 1922年埃及獨立
1922年2月28日，英国在没有与埃及进行任何谈判的情况下单方面宣布埃及独立。在谈判达成有关协议之前，有四项事项“绝对由英国政府酌情决定”：大英帝国在埃及的通信安全；保卫埃及免受所有外国侵略者或直接或间接干涉；保护埃及的外国利益和保护少数民族；以及英埃苏丹。
英国随后非正式地对名义上独立的埃及行使了权力，就像它在1882年至1914年期间一样。
苏丹艾哈迈德·福阿德成为国王福阿德一世，他的儿子法鲁克被任命为他的继承人。陆军元帅艾伦比勋爵一直担任英国高级专员，直到1925年。4月19日，新宪法获得批准。同样在那个月，颁布了一项选举法，开启了埃及政治发展的新阶段——议会选举。